# Begraafplaats van Albert
De gemeentelijke begraafplaats van Albert ligt in het centrum van Albert in het Franse departement Somme aan de weg naar Bécordel-Bécourt.
In de gemeente liggen ook de Bapaume Post Military Cemetery, de Bouzincourt Ridge Cemetery en de Nécropole nationale d'Albert.

## Albert Communal Cemetery Extension
Aansluitend aan de oorspronkelijke begraafplaats is een extensie aangelegd. Dit deel telt 867 geïdentificeerde graven waarvan 850 Gemenebest graven uit de Eerste Wereldoorlog en 17 Gemenebest-graven uit de Tweede Wereldoorlog. De militaire graven worden onderhouden door de Commonwealth War Graves Commission, dat de uitbreiding heeft ingeschreven als Albert Communal Cemetery Extension.